# Borussia Verein für Bewegungspiele Neunkirchen 1965-1966
Questa voce raccoglie le informazioni riguardanti il Borussia Verein für Bewegungspiele Neunkirchen nelle competizioni ufficiali della stagione 1965-1966.

## Stagione
Nella stagione 1965-1966 il Borussia Neunkirchen, allenato da Horst Buhtz, concluse il campionato di Bundesliga al 17º posto. In Coppa di Germania il Borussia Neunkirchen fu eliminato agli ottavi di finale dall'Amburgo.

## Rosa
| N. |                     | Ruolo | Calciatore      |
| -- | ------------------- | ----- | --------------- |
|    | Germania (bandiera) | P     | Willi Ertz      |
|    | Germania (bandiera) | P     | Horst Kirsch    |
|    | Germania (bandiera) | D     | Erich Leist     |
|    | Germania (bandiera) | D     | Werner Müller   |
|    | Germania (bandiera) | D     | Gerd Peehs      |
|    | Germania (bandiera) | D     | Gerd Regitz     |
|    | Germania (bandiera) | D     | Herbert Sänger  |
|    | Germania (bandiera) | D     | Hans Schreier   |
|    | Germania (bandiera) | D     | Günter Schröder |
|    | Germania (bandiera) | C     | Dieter Harig    |
|    | Germania (bandiera) | C     | Achim Melcher   |
|    | Germania (bandiera) | C     | Volker Münz     |

| N. |                     | Ruolo | Calciatore      |
| -- | ------------------- | ----- | --------------- |
|    | Germania (bandiera) | C     | Gottfried Peter |
|    | Germania (bandiera) | C     | Dieter Schock   |
|    | Germania (bandiera) | C     | Jürgen Wingert  |
|    | Germania (bandiera) | A     | Erwin Glod      |
|    | Germania (bandiera) | A     | Werner Görts    |
|    | Germania (bandiera) | A     | Günter Heiden   |
|    | Germania (bandiera) | A     | Günther Kuntz   |
|    | Germania (bandiera) | A     | Elmar May       |
|    | Germania (bandiera) | A     | Paul Pidancet   |
|    | Germania (bandiera) | A     | Jürgen Pontes   |
|    | Germania (bandiera) | A     | Heinz Simmet    |
|    | Germania (bandiera) | A     | Peter Utzig     |

## Organigramma societario
Area tecnica
- Allenatore: Horst Buhtz
- Allenatore in seconda:
- Preparatore dei portieri:
- Preparatori atletici:

## Calciomercato

### Sessione estiva
| Acquisti | Acquisti       | Acquisti          | Acquisti |
| R.       | Nome           | da                | Modalità |
| -------- | -------------- | ----------------- | -------- |
| A        | Werner Görts   | Bayer Leverkusen  |          |
| D        | Gerd Peehs     | Saar 05           |          |
| C        | Jürgen Wingert | Ludwigshafener SC |          |

| Cessioni | Cessioni    | Cessioni    | Cessioni |
| R.       | Nome        | a           | Modalità |
| -------- | ----------- | ----------- | -------- |
| A        | Horst Berg  | Saar 05     |          |
| C        | Karl Ringel | Saarbrücken |          |

## Risultati

### Bundesliga

#### Girone di andata
| Arbitro: | Riegg |

|             |           |            |
| Wingert 41’ | Marcatori | 21’ Elfert |

| Arbitro: | Sturm |

|              |           |  |
| Emmerich 26’ | Marcatori |  |

| Arbitro: | Tschenscher |

|             |           |                 |
| Wingert 78’ | Marcatori | 12’ Pohlschmidt |

| Arbitro: | Weyland |

|                                                               |           |  |
| Ohlhauser 6’, 50’ Müller 35’, 54’ Brenninger 49’ Nafziger 64’ | Marcatori |  |

| Arbitro: | Malka |

|                    |           |              |
| May 17’ Simmet 75’ | Marcatori | 58’ Allemann |

| Arbitro: | Riegg |

|                                                                               |           |  |
| Siemensmeyer 5’ Rodekamp 11’, 37’ Bandura 45’ Mittrowski 60’ Leist 90’ (aut.) | Marcatori |  |

| Arbitro: | Jacobi |

|         |           |                                                 |
| May 18’ | Marcatori | 38’ Reitgassl 60’, 85’ Braner 63’ Klimaschefski |

| Arbitro: | Lutz |

|                       |           |  |
| Geiger 8’ Huttary 77’ | Marcatori |  |

| Arbitro: | Handwerker |

|  |           |            |
|  | Marcatori | 84’ Krämer |

| Arbitro: | Kreitlein |

|                                                 |           |                |
| Thielen 17’ Bönnen 35’ Löhr 64’ Krauthausen 73’ | Marcatori | 44’, 84’ Kuntz |

| Arbitro: | Siebert |

|            |           |                                 |
| Simmet 70’ | Marcatori | 23’ (rig.) Schütz 81’ Zebrowski |

| Arbitro: | Malka |

|                                  |           |            |
| Konietzka 12’, 57’ Heiß 37’, 85’ | Marcatori | 77’ Simmet |

| Arbitro: | Siepe |

|         |           |                                                               |
| May 55’ | Marcatori | 13’, 64’, 88’ Bechtold 36’ Huberts 52’ Grabowski 84’ Trimhold |

| Arbitro: | Heumann |

|           |           |                        |
| Ulsaß 81’ | Marcatori | 57’ Wingert 82’ Simmet |

| Arbitro: | Tschenscher |

|         |           |  |
| May 21’ | Marcatori |  |

| Arbitro: | Kreitlein |

|                                      |           |         |
| May 9’ (rig.) Wingert 55’ Simmet 80’ | Marcatori | 23’ Zeh |

| Arbitro: | Baumgärtel |

|             |           |            |
| Berking 54’ | Marcatori | 10’ Simmet |

#### Girone di ritorno
| Arbitro: | Herden |

|                                       |           |            |
| Pöggeler 40’ Rupp 49’, 65’ Netzer 69’ | Marcatori | 51’ Heiden |

| Arbitro: | Jacobi |

|           |           |                                 |
| Kuntz 73’ | Marcatori | 40’ Held 66’ Sturm 77’ Emmerich |

| Arbitro: | Schreiner |

|                                       |           |  |
| Pohlschmidt 54’ Dörfel 71’ Seeler 88’ | Marcatori |  |

| Arbitro: | Baumgärtel |

|  |           |                                                     |
|  | Marcatori | 21’ Brenninger 27’ Müller 33’ Koulmann 48’ Nafziger |

| Arbitro: | Radermacher |

|                                  |           |           |
| Brungs 16’, 48’ Flachenecker 71’ | Marcatori | 82’ Kuntz |

| Arbitro: | Heumann |

|           |           |  |
| Kuntz 65’ | Marcatori |  |

| Kaiserslautern 5 marzo 1966, ore 16:00 CET 24ª giornata | Kaiserslautern | 0 – 0 referto | Borussia Neunkirchen | Betzenbergstadion (20 000 spett.)\| Arbitro: \| Hennig \| |
| Arbitro:                                                | Hennig         |               |                      |                                                           |

| Arbitro: | Malka |

|         |           |                     |
| May 28’ | Marcatori | 17’ Weiß 54’ Reiner |

| Arbitro: | Betz |

|                |           |  |
| van Haaren 26’ | Marcatori |  |

| Arbitro: | Herden |

|                |           |             |
| Kuntz 11’, 17’ | Marcatori | 15’ Čebinac |

| Arbitro: | Hoffmann |

|                                      |           |                       |
| Schütz 2’, 28’, 45’, 47’ Podlich 18’ | Marcatori | 32’ Wingert 80’ Kuntz |

| Arbitro: | Niemeyer |

|           |           |                                                                               |
| Kuntz 55’ | Marcatori | 16’, 52’ Grosser 34’ Konietzka 36’, 44’, 69’, 77’ Heiß 61’ Küppers 66’ Rebele |

| Arbitro: | Schulenburg |

|          |           |                    |
| Solz 87’ | Marcatori | 2’ Görts 78’ Kuntz |

| Arbitro: | Weyland |

|                  |           |  |
| Kuntz 24’ (rig.) | Marcatori |  |

| Arbitro: | Kreitlein |

|                        |           |  |
| Bechmann 75’ Kreuz 85’ | Marcatori |  |

| Arbitro: | Riegg |

|                     |           |                  |
| Zeh 22’ Neumann 83’ | Marcatori | 36’ (rig.) Kuntz |

| Arbitro: | Weyland |

|           |           |  |
| Kuntz 17’ | Marcatori |  |

### Coppa di Germania
| Arbitro: | Siebert |

|  |           |          |
|  | Marcatori | 117’ May |

| Arbitro: | Hoffmann |

|                                            |           |  |
| Dörfel 48’, 67’ Seeler 53’ Pohlschmidt 68’ | Marcatori |  |

## Statistiche

### Statistiche di squadra
| Competizione      | Punti | In casa | In casa | In casa | In casa | In casa | In casa | In trasferta | In trasferta | In trasferta | In trasferta | In trasferta | In trasferta | Totale | Totale | Totale | Totale | Totale | Totale | DR  |
| Competizione      | Punti | G       | V       | N       | P       | Gf      | Gs      | G            | V            | N            | P            | Gf           | Gs           | G      | V      | N      | P      | Gf     | Gs     | DR  |
| ----------------- | ----- | ------- | ------- | ------- | ------- | ------- | ------- | ------------ | ------------ | ------------ | ------------ | ------------ | ------------ | ------ | ------ | ------ | ------ | ------ | ------ | --- |
| Bundesliga        | 22    | 17      | 7       | 2       | 8       | 19      | 36      | 17           | 2            | 2            | 13           | 13           | 46           | 34     | 9      | 4      | 21     | 32     | 82     | -50 |
| Coppa di Germania | -     | 0       | 0       | 0       | 0       | 0       | 0       | 2            | 1            | 0            | 1            | 1            | 4            | 2      | 1      | 0      | 1      | 1      | 4      | -3  |
| Totale            | 22    | 17      | 7       | 2       | 8       | 19      | 36      | 19           | 3            | 2            | 14           | 14           | 50           | 36     | 10     | 4      | 22     | 33     | 86     | -53 |

### Andamento in campionato
| Giornata  | 1  | 2  | 3  | 4  | 5  | 6  | 7  | 8  | 9  | 10 | 11 | 12 | 13 | 14 | 15 | 16 | 17 | 18 | 19 | 20 | 21 | 22 | 23 | 24 | 25 | 26 | 27 | 28 | 29 | 30 | 31 | 32 | 33 | 34 |
| --------- | -- | -- | -- | -- | -- | -- | -- | -- | -- | -- | -- | -- | -- | -- | -- | -- | -- | -- | -- | -- | -- | -- | -- | -- | -- | -- | -- | -- | -- | -- | -- | -- | -- | -- |
| Luogo     | C  | T  | C  | T  | C  | T  | C  | T  | C  | T  | C  | T  | C  | T  | C  | C  | T  | T  | C  | T  | C  | T  | C  | T  | C  | T  | C  | T  | C  | T  | C  | T  | T  | C  |
| Risultato | N  | P  | N  | P  | V  | P  | P  | P  | P  | P  | P  | P  | P  | V  | V  | V  | N  | P  | P  | P  | P  | P  | V  | N  | P  | P  | V  | P  | P  | V  | V  | P  | P  | V  |
| Posizione | 10 | 13 | 14 | 17 | 13 | 14 | 14 | 16 | 17 | 17 | 17 | 17 | 17 | 17 | 17 | 16 | 16 | 17 | 17 | 17 | 17 | 17 | 17 | 17 | 17 | 17 | 17 | 17 | 17 | 17 | 17 | 17 | 17 | 17 |

Legenda:

Luogo: C = Casa; T = Trasferta. Risultato: V = Vittoria; N = Pareggio; P = Sconfitta.

### Statistiche dei giocatori
| Giocatore   | Bundesliga | Bundesliga | Bundesliga  | Bundesliga | Coppa di Germania | Coppa di Germania | Coppa di Germania | Coppa di Germania | Totale   | Totale | Totale      | Totale     |
| Giocatore   | Presenze   | Reti       | Ammonizioni | Espulsioni | Presenze          | Reti              | Ammonizioni       | Espulsioni        | Presenze | Reti   | Ammonizioni | Espulsioni |
| ----------- | ---------- | ---------- | ----------- | ---------- | ----------------- | ----------------- | ----------------- | ----------------- | -------- | ------ | ----------- | ---------- |
| W. Ertz     | 21         | 0          | 0           | 0          | 1                 | 0                 | 0                 | 0                 | 22       | 0      | 0           | 0          |
| E. Glod     | 6          | 0          | 0           | 0          | 0                 | 0                 | 0                 | 0                 | 6        | 0      | 0           | 0          |
| W. Görts    | 28         | 1          | 0           | 0          | 1                 | 0                 | 0                 | 0                 | 29       | 1      | 0           | 0          |
| D. Harig    | 0          | 0          | 0           | 0          | 0                 | 0                 | 0                 | 0                 | 0        | 0      | 0           | 0          |
| G. Heiden   | 28         | 1          | 0           | 0          | 2                 | 0                 | 0                 | 0                 | 30       | 1      | 0           | 0          |
| H. Kirsch   | 13         | 0          | 0           | 0          | 1                 | 0                 | 0                 | 0                 | 14       | 0      | 0           | 0          |
| G. Kuntz    | 28         | 13         | 0           | 0          | 1                 | 0                 | 0                 | 0                 | 29       | 13     | 0           | 0          |
| E. Leist    | 20         | 0          | 0           | 0          | 0                 | 0                 | 0                 | 0                 | 20       | 0      | 0           | 0          |
| E. May      | 21         | 6          | 0           | 0          | 2                 | 1                 | 0                 | 0                 | 23       | 7      | 0           | 0          |
| A. Melcher  | 25         | 0          | 0           | 0          | 1                 | 0                 | 0                 | 0                 | 26       | 0      | 0           | 0          |
| W. Müller   | 0          | 0          | 0           | 0          | 0                 | 0                 | 0                 | 0                 | 0        | 0      | 0           | 0          |
| V. Münz     | 0          | 0          | 0           | 0          | 0                 | 0                 | 0                 | 0                 | 0        | 0      | 0           | 0          |
| G. Peehs    | 20         | 0          | 0           | 0          | 1                 | 0                 | 0                 | 0                 | 21       | 0      | 0           | 0          |
| G. Peter    | 21         | 0          | 0           | 0          | 1                 | 0                 | 0                 | 0                 | 22       | 0      | 0           | 0          |
| P. Pidancet | 9          | 0          | 0           | 0          | 1                 | 0                 | 0                 | 0                 | 10       | 0      | 0           | 0          |
| J. Pontes   | 2          | 0          | 0           | 0          | 0                 | 0                 | 0                 | 0                 | 2        | 0      | 0           | 0          |
| G. Regitz   | 9          | 0          | 0           | 0          | 1                 | 0                 | 0                 | 0                 | 10       | 0      | 0           | 0          |
| D. Schock   | 34         | 0          | 0           | 0          | 1                 | 0                 | 0                 | 0                 | 35       | 0      | 0           | 0          |
| H. Schreier | 9          | 0          | 0           | 0          | 1                 | 0                 | 0                 | 0                 | 10       | 0      | 0           | 0          |
| G. Schröder | 30         | 0          | 0           | 0          | 2                 | 0                 | 0                 | 0                 | 32       | 0      | 0           | 0          |
| H. Simmet   | 21         | 6          | 0           | 0          | 1                 | 0                 | 0                 | 0                 | 22       | 6      | 0           | 0          |
| H. Sänger   | 0          | 0          | 0           | 0          | 1                 | 0                 | 0                 | 0                 | 1        | 0      | 0           | 0          |
| P. Utzig    | 10         | 0          | 0           | 0          | 1                 | 0                 | 0                 | 0                 | 11       | 0      | 0           | 0          |
| J. Wingert  | 19         | 5          | 0           | 0          | 2                 | 0                 | 0                 | 0                 | 21       | 5      | 0           | 0          |